# بیر توفیا (اسرائیل)
بیر توفیا (به لاتین: Be'er Tuvia) یک منطقهٔ مسکونی در اسرائیل است که در جنوب واقع شده‌است.